# Morley and Outwood

La circonscription dans le West Yorkshire.

La circonscription de Morley and Outwood est une circonscription électorale anglaise située dans le West Yorkshire. Créée en 2010, elle est représentée à la Chambre des communes du Parlement britannique par le travailliste Ed Balls pour un mandat, suivi d'Andrea Jenkyns, du Parti conservateur,  après les élections de 2015.